# Kurate (district)
Kurate (Japans: 鞍手郡, Kurate-gun) is een district van de prefectuur Fukuoka in Japan.
Op 1 april 2009 had het district een geschatte bevolking van 26.014 inwoners en een bevolkingsdichtheid van 523 inwoners per km². De totale oppervlakte bedraagt 49,76 km².

## Gemeenten
- Kotake
- Kurate

Steden:
Asakura · Buzen · Chikugo · Chikushino · Dazaifu · Fukuoka (hoofdstad) · Fukutsu · Iizuka · Itoshima · Kama · Kasuga · Kitakyushu · Koga · Kurume · Miyama · Miyawaka · Munakata · Nakagawa · Nakama · Nogata · Ogori · Okawa · Omuta · Onojo · Tagawa · Ukiha · Yame · Yanagawa · Yukuhashi

Districten:
Asakura · Chikujo · Kaho · Kasuya · Kurate · Mii · Miyako · Mizuma · Onga · Tagawa · Yame
Gemeenten per district